# Igreja das Reparadoras (Madrid)
A igreja das Reparadoras (denominada também Casa Noviciado de María Reparadora) foi um conjunto de edifícios religiosos situados na zona de Chamartín (Madri), bem perto do traçado actual da estrada da circunvalação M-30. O conjunto foi desenhado pelo arquitecto municipal Luis Bellido e González em 1919, sendo construído entre 1920 e 1925. O convento foi propriedade da prefeitura de Chamartín da Rosa que foi anexado à capital em 1945. Compunha-se de uma igreja, uma casa e um convento onde residiam as reverendas mães reparadoras.